# 原爆ドーム合作絵画の会
原爆ドーム合作絵画の会（げんばくドームがっさくかいがのかい）は日本の画家・山﨑理恵子によって発足した平和運動。1988年8月6日に最初の活動が行われた。毎年8月6日の広島市への原子爆弾投下の日に原爆ドームの敷地内に大きなキャンバスが置かれ、通行人に筆を渡し合作を制作している。

## 概要
縦約160cm、横約130cmのキャンバスに、まず主宰が原爆ドームを描く。そこに通行人が絵や文字を書き加えていく。「描いていきませんか。何色を使ってもいいですよ。」と声をかけている。
毎年、100人から200人の人たちにより、被曝樹や白い鳩、「PEACE」「平和」などのモチーフが描かれる。
1970年頃、主宰の山﨑が広島県に足を運んだ際に、通りかかった子供に絵の具を渡し絵を描いてもらったことをきっかけに活動が始まった。最初の通行人による合作制作のスタイルの活動は1988年に広島平和記念公園で開催された。
1998年からは広島ユネスコ協会、広島青年会議所などの協力により活動を行っている。
2011年、茨城県常総市に合作絵画の展示を行う「いのちを語り継ぐ美術館」を開館。
2020年に完成した合作絵画が50点を超えたことにより、茨城県常陸太田市で約20点を展示する「原爆ドームルーム」を開く予定。
2022年は、新型コロナウィルスの影響でその年の活動は休止したが、翌年2023年には活動を再開した。
2024年1月、創始者であり初代主宰の山﨑理恵子が死去。それに伴い2024年8月6日より、廿日市市の中学生である清古尊が活動を引き継いだ。NHKの取材に対し清古は「 この活動を途絶えさせないようこれからもできるかぎり続けていきたい」と話した。

## 目的
文化や思想の違う人たちでも仲良く集える空間を作ること、平和づくりをする心を育む環境を作ること、描きながら虫にも心を寄せる事ができることなどが掲げられている。

## 主宰
括弧内の年は任期を表す。
- 初代：山﨑理恵子（1988年 - 2023年）
- 二代：清古尊（2024年 - ）[6]

## 原爆ドーム以外での活動
2018年8月15日には、中尊寺本堂前で合作絵画『トンボさんまで幸せに』を制作。2020年には2020年東京オリンピック開催時に『平和大使原爆ドーム美術展』を同時開催した。その他10月には若宮八幡宮で『樹齢千年のケヤキの命を描く合作会』を、11月には茨城県立歴史館にて『いちょうの命を描く会』を開催。

## 過去に合作へ参加した著名人
- 岩野吉樹（NHKアナウンサー）
- 小野寺俊（政治家、前茨城県副知事）
- 清古尊（手形コレクター） - 2023年から参加[9]
- 筑紫哲也（ジャーナリスト） - 2004年参加[10]
- 目黒郁朗（画家） - 2024年参加[11]
- 山﨑理恵子（画家） - 1988年から2023年参加
- 山田俊和（中尊寺貫主）